# Kabinett Kohl II
Das Kabinett Kohl II war die 14. Bundesregierung der Bundesrepublik Deutschland.

## Abstimmung im Bundestag
| Wahlgang                                                  | Kandidat        | Kandidat          | Stimmen    | Stimmenzahl | Anteil | Koalitionspartei(en) | Koalitionspartei(en) | Koalitionspartei(en) | Koalitionspartei(en) |
| --------------------------------------------------------- | --------------- | ----------------- | ---------- | ----------- | ------ | -------------------- | -------------------- | -------------------- | -------------------- |
| 1. Wahlgang                                               |                 | Helmut Kohl (CDU) | Ja-Stimmen | 271         | 54,4 % |                      |                      |                      | CDU/CSU, FDP         |
| 1. Wahlgang                                               | Nein-Stimmen    | Helmut Kohl (CDU) | 214        | 43,0 %      |        |                      |                      |                      | CDU/CSU, FDP         |
| 1. Wahlgang                                               | Enthaltungen    | Helmut Kohl (CDU) | 1          | 0,2 %       |        |                      |                      |                      | CDU/CSU, FDP         |
| 1. Wahlgang                                               | Ungültig        | Helmut Kohl (CDU) | 0          | 0,0 %       |        |                      |                      |                      | CDU/CSU, FDP         |
| 1. Wahlgang                                               | nicht abgegeben | Helmut Kohl (CDU) | 12         | 2,4 %       |        |                      |                      |                      | CDU/CSU, FDP         |
| Damit wurde wieder Helmut Kohl zum Bundeskanzler gewählt. |                 |                   |            |             |        |                      |                      |                      |                      |

## Kabinett
| Amt oder Ressort                                                                      | Bild                                          | Name                                               | Partei                    | Partei                        | Parlamentarische Staatssekretäre bzw. Staatsminister                                                    | Partei | Partei |
| ------------------------------------------------------------------------------------- | --------------------------------------------- | -------------------------------------------------- | ------------------------- | ----------------------------- | --- | ------ | ------ |
| Bundeskanzler                                                                         |                                               | Helmut Kohl (1930–2017)                            |                           | CDU                           | Philipp Jenninger (1932–2018) bis 4. November 1984 Friedrich Vogel (1929–2005) Peter Lorenz (1922–1987) |        | CDU    |
| Stellvertreter des Bundeskanzlers Auswärtiges                                         |                                               | Hans-Dietrich Genscher (1927–2016)                 |                           | FDP                           | Alois Mertes (1921–1985) verstorben am 16. Juni 1985 Lutz Stavenhagen (1940–1992) ab 4. September 1985  | CDU    |        |
| Stellvertreter des Bundeskanzlers Auswärtiges                                         | Jürgen Möllemann (1945–2003)                  | Hans-Dietrich Genscher (1927–2016)                 |                           | FDP                           | FDP |        |        |
| Inneres                                                                               |                                               | Friedrich Zimmermann (1925–2012)                   |                           | CSU                           | Carl-Dieter Spranger (* 1939)                                                                           |        | CSU    |
| Inneres                                                                               | Horst Waffenschmidt (1933–2002)               | Friedrich Zimmermann (1925–2012)                   |                           | CSU                           | CDU |        |        |
| Justiz                                                                                |                                               | Hans A. Engelhard (1934–2008)                      |                           | FDP                           | Hans Hugo Klein (* 1936) bis 3. November 1983 Benno Erhard (1923–2011) ab 3. November 1983              | CDU    |        |
| Finanzen                                                                              |                                               | Gerhard Stoltenberg (1928–2001)                    |                           | CDU                           | Hansjörg Häfele (1932–2025)                                                                             | CDU    |        |
| Finanzen                                                                              | Friedrich Voss (1931–2012)                    | Gerhard Stoltenberg (1928–2001)                    |                           | CDU                           | CSU |        |        |
| Wirtschaft                                                                            |                                               | Otto Graf Lambsdorff (1926–2009) bis 27. Juni 1984 |                           | FDP                           | Martin Grüner (1929–2018)                                                                               |        | FDP    |
| Wirtschaft                                                                            |                                               | Martin Bangemann (1934–2022) ab 27. Juni 1984      | Rudolf Sprung (1925–2015) | FDP                           | | CDU    |        |
| Ernährung, Landwirtschaft und Forsten                                                 |                                               | Ignaz Kiechle (1930–2003)                          |                           | CSU                           | Georg Gallus (1927–2021)                                                                                |        | FDP    |
| Ernährung, Landwirtschaft und Forsten                                                 | Wolfgang von Geldern (* 1944)                 | Ignaz Kiechle (1930–2003)                          |                           | CSU                           | CDU |        |        |
| Innerdeutsche Beziehungen                                                             |                                               | Heinrich Windelen (1921–2015)                      |                           | CDU                           | Ottfried Hennig (1937–1999)                                                                             | CDU    |        |
| Arbeit und Sozialordnung                                                              |                                               | Norbert Blüm (1935–2020)                           | CDU                       | Wolfgang Vogt (1929–2006)     | CDU |        |        |
| Arbeit und Sozialordnung                                                              | Heinrich Franke (1928–2004) bis 30. März 1984 | Norbert Blüm (1935–2020)                           | CDU                       |                               | CDU |        |        |
| Arbeit und Sozialordnung                                                              | Stefan Höpfinger (1925–2004) ab 4. April 1984 | Norbert Blüm (1935–2020)                           | CDU                       |                               | CSU |        |        |
| Verteidigung                                                                          |                                               | Manfred Wörner (1934–1994)                         | CDU                       | Peter Kurt Würzbach (* 1937)  | | CDU    |        |
| Jugend, Familie und Gesundheit ab 6. Juni 1986 Jugend, Familie, Frauen und Gesundheit |                                               | Heiner Geißler (1930–2017) bis 26. September 1985  | CDU                       | Irmgard Karwatzki (1940–2007) | CDU |        |        |
| Jugend, Familie und Gesundheit ab 6. Juni 1986 Jugend, Familie, Frauen und Gesundheit | Rita Süssmuth (* 1937) ab 26. September 1985  |                                                    | CDU                       | Irmgard Karwatzki (1940–2007) | CDU |        |        |
| Verkehr                                                                               |                                               | Werner Dollinger (1918–2008)                       |                           | CSU                           | Dieter Schulte (* 1941)                                                                                 | CDU    |        |
| Umwelt, Naturschutz und Reaktorsicherheit seit 6. Juni 1986                           |                                               | Walter Wallmann (1932–2013)                        |                           | CDU                           | |        |        |
| Post- und Fernmeldewesen                                                              |                                               | Christian Schwarz-Schilling (* 1930)               | CDU                       | Wilhelm Rawe (1929–2017)      | | CDU    |        |
| Raumordnung, Bauwesen und Städtebau                                                   |                                               | Oscar Schneider (1927–2024)                        |                           | CSU                           | Friedrich-Adolf Jahn (1935–2016)                                                                        | CDU    |        |
| Forschung und Technologie                                                             |                                               | Heinz Riesenhuber (* 1935)                         |                           | CDU                           | Albert Probst (1931–2015)                                                                               |        | CSU    |
| Bildung und Wissenschaft                                                              |                                               | Dorothee Wilms (* 1929)                            | CDU                       | Anton Pfeifer (* 1937)        | | CDU    |        |
| Wirtschaftliche Zusammenarbeit                                                        |                                               | Jürgen Warnke (1932–2013)                          |                           | CSU                           | Volkmar Köhler (1930–2012)                                                                              | CDU    |        |
| Besondere Aufgaben Chef des Bundeskanzleramtes seit 15. November 1984                 |                                               | Wolfgang Schäuble (1942–2023)                      |                           | CDU                           | |        |        |

## Veränderungen
Am 3. November 1983 wurde der bisherige stellvertretende Vorsitzende der CDU/CSU-Bundestagsfraktion, Benno Erhard, als Nachfolger des zum Richter des Bundesverfassungsgerichts gewählten Hans Hugo Klein zum Parlamentarischen Staatssekretär beim Bundesminister der Justiz ernannt.
Um sein neues Amt als Präsident der Bundesanstalt für Arbeit antreten zu können, schied Heinrich Franke am 30. März 1984 aus der Bundesregierung aus. Sein Nachfolger als Parlamentarischer Staatssekretär beim Bundesminister für Arbeit und Sozialordnung wurde am 4. April 1984 Stefan Höpfinger, der zuvor seit 1982 Vorsitzender des Bundestagsausschusses für Jugend, Familie und Gesundheit gewesen war.
Die Aufklärung der Flick-Affäre hatte auch Auswirkungen auf die Zusammensetzung der Bundesregierung. So trat am 27. Juni 1984 Bundeswirtschaftsminister Otto Graf Lambsdorff zurück, nachdem die Anklage gegen ihn zugelassen worden war. Sein Nachfolger wurde der bisherige Vorsitzende der Liberalen und Demokratischen Fraktion im Europäischen Parlament, Martin Bangemann. Am 5. November 1984 wurde dann der bisherige Parlamentarische Staatssekretär im Bundeskanzleramt, Philipp Jenninger, als Nachfolger von Rainer Barzel zum Präsidenten des Deutschen Bundestages gewählt, nachdem dieser ebenfalls im Zuge der Flick-Affäre am 25. Oktober 1984 zurückgetreten war.
Am 14. November 1984 wurde Wolfgang Schäuble, der seit 1981 Parlamentarischer Geschäftsführer der CDU/CSU-Bundestagsfraktion gewesen war, zum Bundesminister für besondere Aufgaben ernannt. Er übernahm damit den bisherigen Aufgabenbereich von Philipp Jenninger und wurde außerdem als Nachfolger von Staatssekretär Waldemar Schreckenberger zum Chef des Bundeskanzleramts berufen.
Als Nachfolger des am 16. Juni 1985 verstorbenen Staatsministers im Auswärtigen Amt, Alois Mertes, wurde am 4. September 1985 Lutz Stavenhagen berufen.
Nach einer schon länger bekannten Planung, dass sich Bundesfamilienminister Heiner Geißler ganz auf sein Amt als CDU-Generalsekretär und die Vorbereitung der Bundestagswahl 1987 konzentrieren sollte, trat Geißler schließlich am 25. September 1985 als Bundesminister zurück. Seine Nachfolgerin wurde auf Geißlers Empfehlung die bisherige Leiterin des hannoverschen „Instituts Frau und Gesellschaft“ Rita Süssmuth. Bundeskanzler Kohl hatte für dieses Amt zunächst Gertrud Höhler favorisiert; da sie nicht verheiratet war, galt sie in den Unionsparteien jedoch als nicht durchsetzbar.
Der Oberbürgermeister von Frankfurt am Main, Walter Wallmann, war schon länger als Bundesminister im Gespräch gewesen. Als im Gefolge der Katastrophe von Tschernobyl vom 26. April 1986 ein Bundesumweltministerium eingerichtet werden sollte, wurde Wallmann am 9. Juni 1986 zum ersten Bundesminister für Umwelt, Naturschutz und Reaktorsicherheit ernannt.

## Politische Maßnahmen
Es gab eine Abnahme bei den industriellen Bundesbeteiligungen, indem teilweise oder vollständig Anteile aufgegeben wurden z. B. an der Volkswagen AG, VIAG AG, VEBA AG und Salzgitter AG. Insgesamt sank die Zahl der mittelbaren Beteiligungen von 958 am Ende des Jahres 1982 auf 337 im Jahr 1989. Da der Erlös dieser Privatisierungen aus dem Zeitraum von 1983 bis 1990 im Verhältnis zum Gesamthaushalt relativ gering war, waren die Entscheidungen zur Privatisierung von Bundesbeteiligungen nicht haushalts- sondern ordnungspolitisch begründet.

## Fußnote
1. ↑  Weder Parlamentarische Staatssekretäre noch Staatsminister sind nach Art. 62 GG Teil der Bundesregierung.